# Grundgebirge

Stark vereinfachter Schnitt durch einen Teil eines Kontinentalblocks mit verschieden alten Grundgebirgs- bzw. Orogenkomplexen und deren sedimentärem Deckgebirge

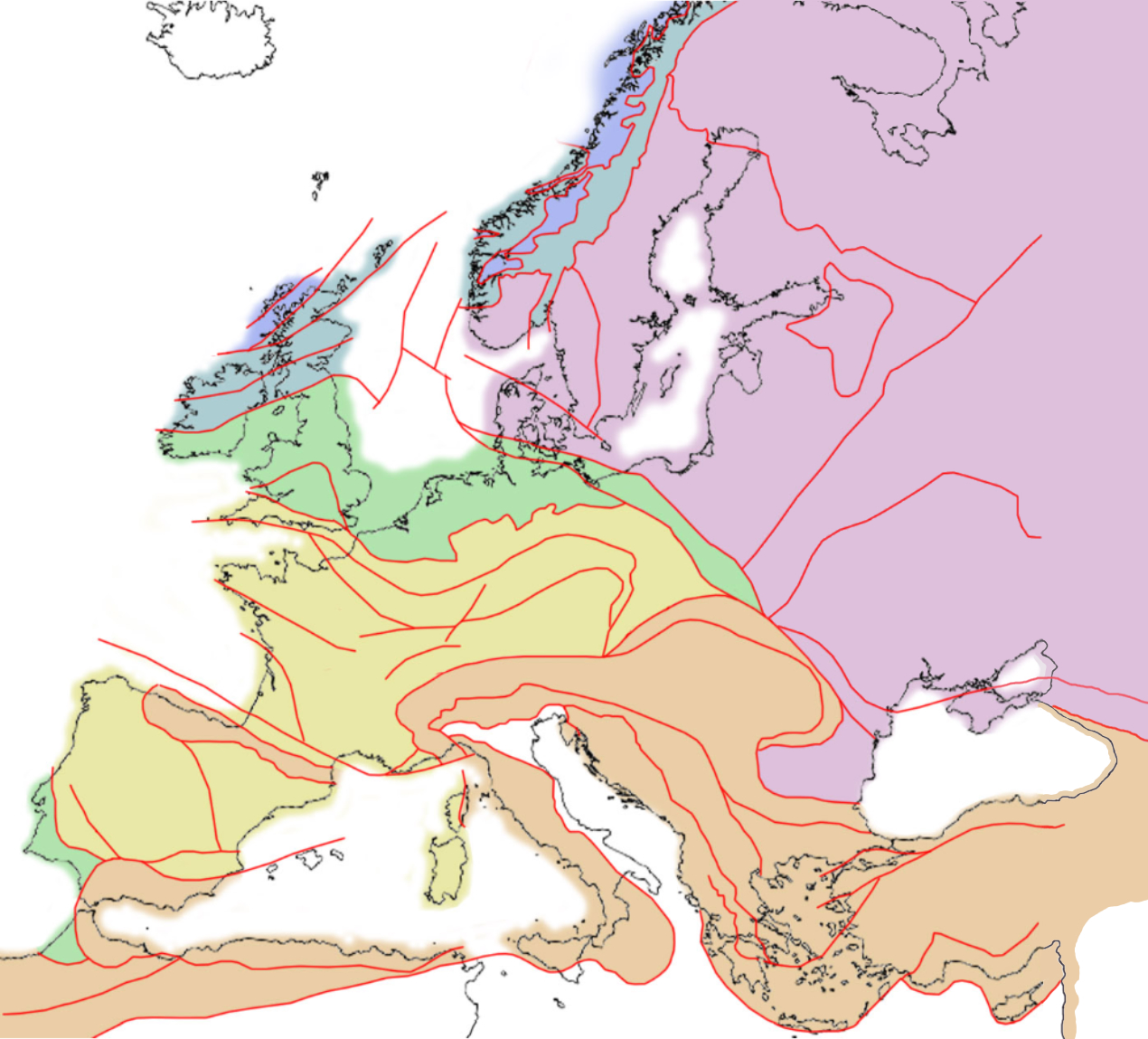
Karte mit den tektonischen Provinzen Europas (Grundgebirgsprovinzen).
Baltischer Kraton
laurentische Kruste, zuletzt gefaltet während der Kaledonischen Orogenese
baltische Kruste, gefaltet während der Kaledonischen Orogenese
avalonische Kruste
Krustenblöcke mit letzter Faltung während der Variszischen Orogenese
Krustenblöcke mit letzter Faltung während der Alpidischen Orogenese (keine Grundgebirgsprovinz im eigentlichen Sinn).

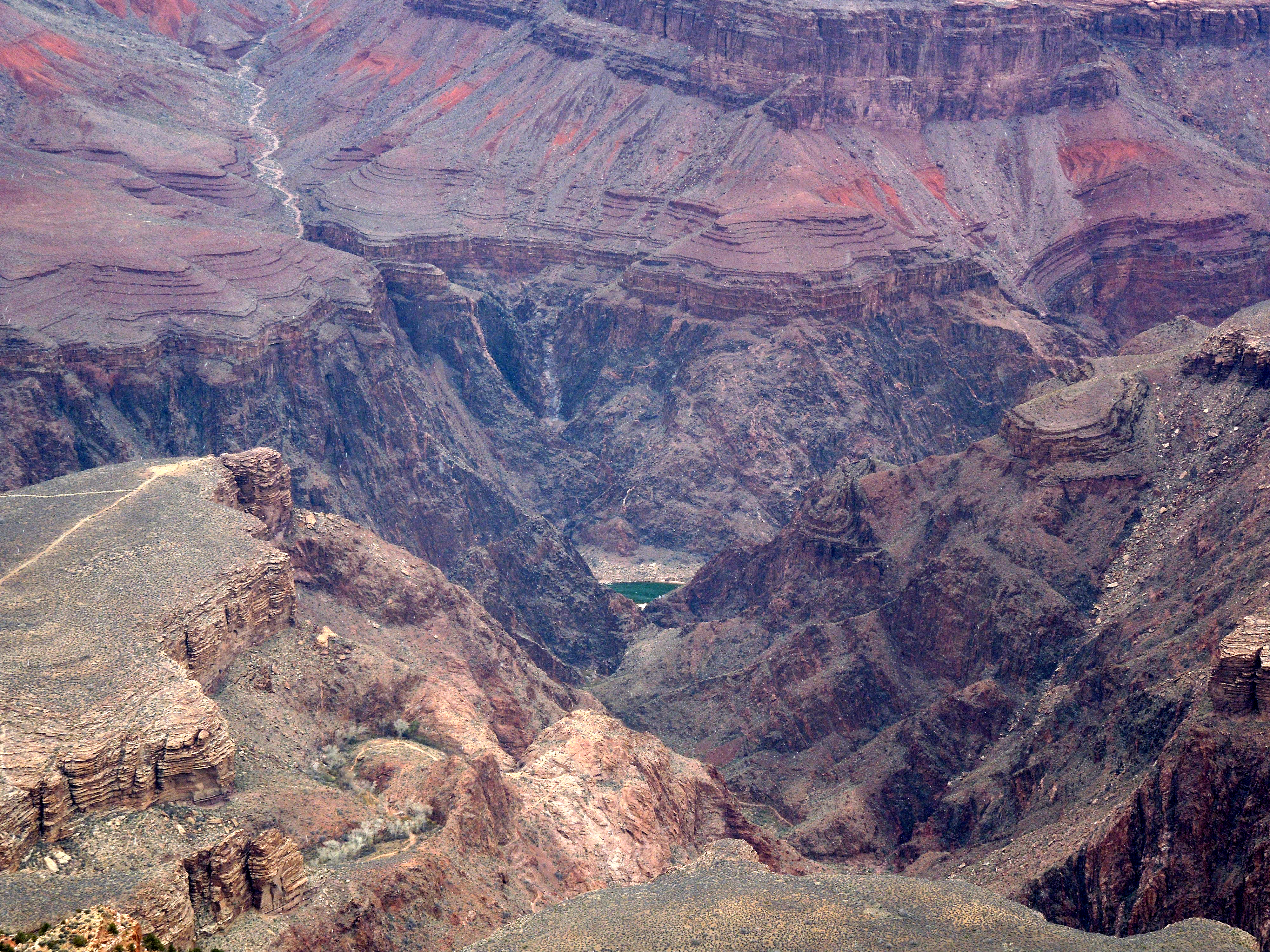
Älteres und jüngeres Grundgebirge an den unteren Hängen des Grand Canyon: Kristalline paläoproterozoische Gesteine der Vishnu Basement Group (dunkel), diskordant überlagert von nicht-metamorphen, mesoproterozoischen, hier scheinbar horizontal liegenden Schichten der Grand Canyon Supergroup.

Grundgebirge (nach dem englischen Fachausdruck auch Basement genannt) ist die Bezeichnung für die geologisch älteren, von mindestens einer Gebirgsbildung (Orogenese) erfassten und daher stets gefalteten, teilweise hochgradig metamorphen Krustenbereiche eines Kontinentalblocks.

## Etymologie und Wortbedeutungen im engeren Sinn
Der Wortbestandteil „Gebirge“ geht auf die bergmännische Bezeichnung für anstehendes Gestein zurück. Der Wortbestandteil „Grund“ rührt daher, dass die entsprechenden Gesteine unterhalb (deshalb basement, engl. für ‚Untergeschoss‘) der Ablagerungen der geologisch relativ jungen Sedimentbecken, die nicht von einer Gebirgsbildung (Orogenese) erfasst und gefaltet wurden und die entsprechend als Deckgebirge bezeichnet werden, angetroffen werden. Dies ist aber nur einer von mehreren geologischen Zusammenhängen, in denen heute von Grundgebirge gesprochen wird.
Des Weiteren kennzeichnend für einen Grundgebirgskomplex im engeren Sinn ist, dass das plattentektonische Regime, in dem seine Faltung ablief, nicht mehr existiert – es handelt sich um ein altes, inaktives Orogen. In diesem Sinne finden sich Gesteinskomplexe, die als Grundgebirge angesprochen werden
- unterhalb relativ geringmächtiger Sedimentschichten, die während der vergangenen 500 Millionen Jahre auf den tektonisch stabilen Bereichen der Kontinente abgelagert wurden. Diese Bereiche werden als kontinentale Tafeln oder kontinentale Plattformen bezeichnet (z. B. die Osteuropäische Plattform).
- an der Erdoberfläche in Form der Kontinentalschilde. Dies sind ebenfalls tektonisch stabile, sehr alte Grundgebirgskomplexe, die aber faktisch seit ihrer Bildung (man spricht in diesem Zusammenhang auch von „Konsolidierung“) nie großflächig von Sedimenten überlagert wurden (z. B. Baltischer oder Kanadischer Schild).
- an der Erdoberfläche in Form herausgehobener Bruchschollen, deren Deckgebirge infolge der Hebung wieder abgetragen wurde (z. B. Teile des variszischen Grundgebirges, die in Mitteleuropa heute zahlreiche Mittelgebirge bilden, u. a. Vogesen, Schwarzwald, Hunsrück, Taunus, Harz oder Erzgebirge). Diese Bruchschollengebirge aus altem Grundgebirge werden auch Grundgebirgsaufbrüche genannt. Weil die bruchtektonische Reaktivierung der alten Kruste in einem anderen plattentektonischen Regime abläuft als die vormalige Faltung der Grundgebirgseinheiten, bleibt die Definition des inaktiven Orogens erfüllt.

## Wortbedeutungen im weiteren Sinn
Bei den sehr jungen Sedimentbecken, deren Entstehung eng mit der alpidischen Gebirgsbildung verknüpft ist, wie z. B. dem Wiener Becken, können prinzipiell auch die geologisch relativ jungen, alpidisch gefalteten Gesteine, die diese Becken unterlagern, als Grundgebirge oder Basement bezeichnet werden. Zwar sind in solchen Konstellationen ältere gefaltete Gesteine von jüngeren ungefalteten Schichten überlagert, aber das plattentektonische Regime, in dem die Alpen entstanden sind, existiert nach wie vor. Die Alpen und alle anderen alpidischen Gebirgsketten (Pyrenäen, Karpaten usw.) sind Teil eines aktiven Orogengürtels. Die offen zutage tretenden alpidisch gefalteten Gesteine sind daher nicht allgemein als Grundgebirge anzusprechen.
Auch ältere, nachweislich prädeformierte Gesteinskomplexe innerhalb von Orogenen werden, für das entsprechende Orogen, als Grundgebirge oder Basement betrachtet. Dies beruht darauf, dass diese Einheiten tatsächlich einst den Sockel eines Sedimentbeckens bildeten, in dem sich die jüngeren Gesteine, für die keine ältere Faltung nachweisbar ist, abgelagert hatten. Dieses Sedimentbecken wurde nachfolgend samt seinem Grundgebirge gefaltet. In diesen Fällen ist das Kriterium vom inaktiven Orogen wiederum vollständig erfüllt, weil die erneute Faltung des Grundgebirges in einem anderen tektonischen Spannungsfeld erfolgte als die vorhergehende. Im Gegensatz zu allen anderen Grundgebirgsbegriffen ist hier jedoch auch das Deckgebirge gefaltet. In diesem Sinn enthält theoretisch jeder Grundgebirgskomplex (im engeren Sinn) selbst mindestens eine Generation „älteres Grundgebirge“. Beispiele für solche „innerorogenen“ Grundgebirgseinheiten sind u. a. die cadomisch prädeformierten Einheiten des variszischen Grundgebirges Mitteleuropas und die mindestens variszisch prädeformierten, als Altkristallin bezeichneten Komplexe in den Alpen.

## Sonstiges
Bei erhaltenem Deckgebirge ist der direkte Kontakt von Grund- und Deckgebirge im Aufschluss nicht selten durch eine Winkeldiskordanz gekennzeichnet.
Die ältesten Grundgebirgskomplexe sind die Kerne der heutigen Kontinente, die sogenannten Kratone. Im Kanadischen Schild sind Gesteine mit Altern von 4.280 mya bekannt (Nuvvuagittuq-Grünsteingürtel) und im Yilgarn-Kraton Westaustraliens fand man ein Zirkon-Korn, das sogar 4.400 mya alt ist. Allerdings handelt es sich hierbei um einen sogenannten detritischen Zirkon, d. h., das Gestein, dem er entnommen wurde, ist ein Sedimentgestein, in welchem er nach der Erosion seines tatsächlichen, magmatischen Ursprungsgesteins auf sogenannter „sekundärer Lagerstätte“ eingebettet wurde. Es ist also lediglich ein indirekter Hinweis darauf, dass der Yilgarn-Kraton einer der ältesten Grundgebirgskomplexe der Erde ist.
Da sie Hinweise auf „Erdölfallen“ in den ungefalteten Deckschichten enthalten können, genießen Struktur, Neigung und Tiefe des Grundgebirges von Sedimentbecken besonderes Interesse bei der Exploration von Kohlenwasserstoff-Lagerstätten. Die Erkundung kann mittels Geoseismik und Gravimetrie erfolgen, bei geringer Tiefe auch mit Geoelektrik.